# Sender Mittelberg 2
Der Sender Mittelberg 2 ist eine Sendeanlage der ORS an der Straße Rohrweg auf dem Gebiet der Gemeinde Hirschegg im Kleinwalsertal. Als Antennenträger wird ein freistehender, 50 Meter hoher Stahlbetonturm verwendet.
Von hier wird das Kleinwalsertal rundfunktechnisch ausgeleuchtet. Der Sender selbst wird per Ballempfang vom Sender Mittelberg 1 versorgt.

## Frequenzen und Programme

### Analoger Hörfunk (UKW)
In UKW werden folgende Programme ausgestrahlt:
| Frequenz (MHz) | Programm         | RDS PS   | Senderlogo | RDS PI | Regionalisierung | ERP (kW) | Antennendiagramm rund (ND)/gerichtet (D) | Polarisation horizontal (H)/vertikal (V) |
| -------------- | ---------------- | -------- | ---------- | ------ | ---------------- | -------- | ---------------------------------------- | ---------------------------------------- |
| 93,9           | Ö1               | __OE_1__ |            | A201   | –                | 0,02     | D (10°–70°, 160°–220°)                   | H                                        |
| 96,3           | Radio Vorarlberg | RADIO-V_ |            | AB02   | Vorarlberg       | 0,02     | D (10°–70°, 160°–220°)                   | H                                        |
| 99,1           | Hitradio Ö3      | __OE_3__ |            | A203   | –                | 0,02     | D (10°–70°, 160°–220°)                   | H                                        |

### Digitales Fernsehen (DVB-T)
In DVB-T werden folgende Programme ausgestrahlt:
| Kanal | Frequenz (in MHz) | Multiplex                | Programme im Multiplex                             | ERP (in kW) | Polarisation horizontal (H) / vertikal (V) | Modulations- verfahren | FEC | Guard- intervall | Bitrate (in MBit/s) | Gleichwellennetz (SFN) |
| ----- | ----------------- | ------------------------ | -------------------------------------------------- | ----------- | ------------------------------------------ | ---------------------- | --- | ---------------- | ------------------- | ---------------------- |
| 21    | 474               | ORS-Bouquet A Vorarlberg | - ORF 1 - ORF 2 (Tirol) - ORF 2 (Vorarlberg) - ATV | 0,35        | H                                          | 16-QAM                 | 3/4 | 1/4              | 14,93               | Mittelberg (Am Rohr)   |

### Analoges Fernsehen (PAL)
Bis zur Umstellung auf DVB-T wurden folgende Programme in analogem PAL gesendet:
| Kanal | Frequenz (MHz) | Programm         | ERP (kW) | Sendediagramm rund (ND)/ gerichtet (D) | Polarisation horizontal (H)/ vertikal (V) |
| ----- | -------------- | ---------------- | -------- | -------------------------------------- | ----------------------------------------- |
| 10    | 210,25         | ORF 1            | 0,045    | D                                      | H                                         |
| 32    | 559,25         | ORF 2 Vorarlberg | 0,35     | D                                      | H                                         |